# Last Girl Survives
Last Girl Survives ist ein US-amerikanisch-britischer Thriller aus dem Jahr 2021. Der Film handelt von einem Soziologie-Professor, der Studentinnen entführt.

## Handlung
Im Kofferraum eines Autos auf dem Schrottplatz wird die Leiche der jungen Frau gefunden, die ungefähr seit einem Monat tot ist. Detective Hawk spricht mit Norma Ellis, die die Leiche gefunden hat. Er erkennt sofort, dass sie drogensüchtig ist. Er sieht sich anschließend Listen von Vermissten an und stößt dabei auf Jennifer Collins. Laut DNA-Analyse ist die vergewaltigte Frau aus dem Kofferraum jedoch Linda Bridges. Beide Frauen schickten nach ihrem Verschwinden Postkarten.
Der Soziologie-Professor Bradley Gilmore spricht in seiner Vorlesung anhand der Miss America über Schönheitsideale. Am Abend bringt er seine Studentin Hailey Coleman nach ihrer Arbeit im Modegeschäft zu ihrem Haus. Nachdem er das Haus verlassen hat, kehrt er sofort zurück. Er überfällt und fesselt sie. Hawk erzählt in einer Selbsthilfegruppe, dass sowohl seine Mutter als auch seine Schwester drogensüchtig waren. Erst danach verrät er der Mutter nach langem Schweigen, dass die Schwester tot ist.
In Gilmores Haus sitzt die entführte Jennifer wie eine Ehefrau mit ihm am Essenstisch. Sie hört mit, wie er Hailey misshandelt. Hailey ist an einen Stuhl gefesselt und wird mit Licht und Tönen gefoltert. Als Jennifer ein Kleid findet, das für Hailey bestimmt ist, holt sie die neue Gefangene an den Tisch und lässt sie baden. Dann erklärt sie ihr, dass sie sich seit fünf Jahren in Gilmores Gewalt befinde. Sie müssten ihm stets gehorchen, um nicht ermordet zu werden. Hailey schreit trotzdem um Hilfe, woraufhin Jennifer ihr sagt, dass vorher schon Linda, Carla und Samantha da waren und starben, weil sie die Regeln nicht befolgten.
Haileys Vater erhält Monate nach ihrem Verschwinden ebenfalls eine Postkarte, die besagt, dass alles gut sei und man nicht nach Hailey suchen solle. Bei seinen Ermittlungen erfährt Hawk von Haileys Freundin, dass diese entgegen der Aussage ihres Vaters Drogen nahm und sexuell sehr aktiv war. Der Detective findet heraus, dass die verschwundenen Studentinnen gemeinsame Kurse hatten und spricht in der Universität mit Gilmore. In alten Akten findet er Hinweise auf eine 1976 verstorbene Natalie Gilmore und ein Gerichtsverfahren, bei dem eine Hillary Jones Gilmore wegen Vergewaltigung verklagte, aber nicht zum Prozess erschien. Er ist sich sicher, dass Gilmore entgegen seiner Darstellung nie verheiratet war, und verfolgt ihn bis zu seinem Boot, wo er ihn auf Hillary anspricht.
Im Haus zwingt Gilmore Hailey zum Klavierspielen und schlägt sie dabei. Danach unterstellt Hailey Jennifer, dass ihr das Leben mit Gilmore gefalle. Sie will wie zuvor angekündigt durch einen Lüftungsschacht aus ihrem Zimmer fliehen, bricht den Versuch jedoch ab. Später erzählt Gilmore seinen beiden Gefangenen etwas über Pygmalion, der eine Statue schuf und sie wie eine echte Frau namens Galatea liebte. Hailey erkennt darin den Wunsch des Mannes, die perfekte Frau zu erschaffen. Als Gilmore fragt, wer die Überwachungskamera zerstört habe, lügt Hailey und behauptet, Jennifer habe versucht zu fliehen. Daraufhin foltert Gilmore Jennifer mit dem Licht und den Tönen und hat Sex mit Hailey. Später schlägt Jennifer Hailey vor, gemeinsam zu fliehen.
Hawk hat währenddessen Stress mit seiner Mutter und Visionen seiner Schwester. Er findet das Paar Patty und Gregory. Jennifer war vor einiger Zeit in deren Haus, bevor sie bei Gregorys Anblick wieder floh. Der Detective besucht Gilmore am Abend zuhause. Er konfrontiert ihn im Haus mit Berichten, wonfach Gilmores Vater die Mutter misshandelte. Jennifer und Hailey haben die Chance zur Flucht. Aber nur Hailey kriecht in den Lüftungsschacht, den Jennifer wieder mit dem Gitter verschließt. Hailey gelangt zuerst in die Garage, doch als Gilmore dort auftaucht, flieht sie durch einen anderen Raum nach draußen. Gilmore findet sie und erschießt sie auf der Straße mit einem Gewehr.
Nach einem Telefonat mit seiner nervenden Mutter fährt Hawk nochmal zu Gilmores Haus, das er durch die offenstehende Tür betritt. Drinnen findet er niemanden, aber draußen sieht er Jennifer stehen. Gilmore schlägt ihn von hinten nieder. Während die beiden Männer miteinander kämpfen, erschießt Jennifer zuerst den Detective und dann den Professor. Sie geht über die Straße weg.

## Produktion
Der Film wurde in Florida und Montreal gedreht. Einige Szenen wurden an der University of North Florida aufgenommen.

## Rezeption
Die Rezensenten finden wenig Positives an dem Film. In einer Rezension wird bei OFDb gibt es Lob für die „angemessene Zurückhaltung in Sachen Gewaltdarstellung [...]. Mangelnde Charakterentwicklungen, weitgehend ausbleibende Konfrontationen und ein genereller Verzicht auf Temposzenen verhindern jedoch ein erwähnenswertes Mitfiebern.“ Zu einer ähnlichen Einschätzung kommt Oliver Armknecht bei film-rezensionen.de. Er setzt das Thema des Films außerdem in den Kontext der MeToo-Bewegung und meint: „Daraus hätte man sicher einen gesellschaftlich relevanten Film machen können. So richtig großes Interesse daran hatte [...] Sigurdsson aber offensichtlich nicht. [...] Allzu voyeuristisch ist der Film damit nicht. Unstrittig ist aber, dass er sich dem Thema nur sehr oberflächlich annähert und vieles nicht in dem Maße hinterfragt, wie es wünschenswert gewesen wäre.“